# Bo Ljungfeldt
Bo Tage Georg Ljungfeldt, född 26 februari 1922 i Ekerö församling, Stockholms län, död där 25 januari 1988, var en svensk racerförare. 
Ljungfeldt tog 6,5 SM-guld i banracing; det halva delades med Erik Berger 1969. Bos son Conny Ljungfeldt född 1950 har 2 svenska mästerskap i Formel 3 1975–1976.